# پرزیدیوم
پرزیدیوم یا هیئت‌رئیسه (به انگلیسی: Presidium) شورایی متشکل از مقامات اجرایی و دولتی در برخی مجامع سیاسی است که به‌طور جمعی امور خود را در کنار یک رهبر یا به‌جای رهبر اداره می‌کنند.

## کشورهای کمونیستی
در کشورهای کمونیستی، پرزیدیوم کمیته دائمی نهاد قانونگذاری است؛ مانند شورای عالی اتحاد جماهیر شوروی که یک کمیته دائمی قانونگذار بود. پرزیدیوم شورای عالی پس از سال ۱۹۳۶ وجود داشت؛ زمانی که شورای عالی اتحاد جماهیر شوروی جایگزین کنگره شوراهای اتحاد جماهیر شوروی شد، به‌عنوان جایگزینی برای کمیته اجرایی مرکزی که توسط «پرزیدیوم کمیته اجرایی مرکزی» اداره می شد، عمل می‌کرد. ریاست شورای عالی شوروی به تنهایی و بدون کمیته اجرایی مرکزی بود و از سال ۱۹۳۸ تا ۱۹۸۹ ریاست شورای عالی شوروی عنوان رسمی رئیس دولت اتحاد جماهیر شوروی بود تا اینکه در سال ۱۹۸۹ دفتر ریاست شورای عالی شوروی معرفی شد و در مارس ۱۹۹۰ جای خود را به رئیس‌جمهور اتحاد جماهیر شوروی داد. جمهوری‌های اتحاد جماهیر شوروی هر کدام توسط پرزیدیوم اداره می‌شدند؛ مانند پرزیدیوم شورای عالی جمهوری سوسیالیستی فدراتیو روسیه شوروی و پرزیدیوم شورای عالی جمهوری سوسیالیستی اوکراین شوروی که رؤسای آنها به‌صورت دوفاکتو رئیس دولت بودند.
از سال ۱۹۵۲ تا ۱۹۶۶، پلیتبورو حزب کمونیست اتحاد جماهیر شوروی به عنوان پرزیدیوم کمیته مرکزی حزب کمونیست شناخته می‌شد، اما علی‌رغم تشابه اسمی با پرزیدیوم شورای عالی شوروی، این دو هیئت از نظر قدرت و عملکرد بسیار متفاوت بودند.
واژه پرزیدیوم در حال حاضر در جمهوری دموکراتیک خلق کره با عنوان پرزیدیوم مجمع عالی خلق و در جمهوری خلق چین پرزیدیوم کنگره ملی خلق و کمیته دائمی کنگره ملی خلق استفاده می‌شود؛ به همین ترتیب، حزب کارگران کره توسط پرزیدیوم پلیتبوروی حزب کارگران کره، متشکل از ۵ عضو یا کمتر، رهبری می‌شود.

## کاربردهای دیگر

### بنگلادش
در حزب سیاسی عوامی لیگ بنگلادش، پرزیدیوم داخلی‌ترین یا بالاترین حلقۀ اعضایی است که از بالاترین اهمیت در حزب برخوردار هستند.

### کشورهای اروپایی
در آلمان، پرزیدیوم بوندستاگ متشکل از یک رئیس است که به‌طور سنتی بزرگ‌ترین گروه حزبی و حداقل یک معاون رئیس از هر گروه حزبی را نمایندگی می‌کند. این هیئت مسئول اداره امور روزمره مجلس، از جمله فعالیت‌های علمی و پژوهشی آن است. بوندستاگ آلمان نیز توسط یک رئیس و ۲ نماینده اداره می‌شود. پیش از این نیز پارلمان‌های آلمان توسط پرزیدیوم اداره می‌شدند.
به طور مشابه، پارلمان نروژ، استورتینگه توسط یک پرزیدیوم با یک رئیس و ۵ معاون رئیس رهبری می‌شود. ریکسداگ سوئد نیز توسط یک رئیس پرزیدیوم و ۳ معاون رهبری می‌شود. پارلمان یونان توسط یک پرزیدیوم مرکب از رئیس، ۷ معاون، ۳ پیشکسوت و ۶ دبیر رهبری می‌شود.

### سازمان‌های غیر دولتی
پرزیدیوم انترناسیونال سوسیالیست به رئیس سازمان مشاوره می‌دهد و سؤالاتی را برای بررسی آماده می‌کند. در سازمان‌های دانشجویی فلاندری و اسکاندیناوی، پرزیدیوم یک اصطلاح کلی برای همه ر‌ؤسای سازمان‌ها است.